# Indochina Airlines
A Indochina Airlines é uma companhia aérea do Vietnã de baixo custo, que opera voos nacionais e internacionais, além de voos charter. Sua base de operações é o Aeroporto Internacional Tan Son Nhat na cidade de Ho Chi Minh.

## Frota
- 2 Boeing 737-800.[1]